# Santa Rosa (Argentina)
Santa Rosa és la ciutat capital de la província de La Pampa i capital també del Departament Capital. Santa Rosa és una ciutat de l'Argentina situada al centre del país, a uns 610 km de la ciutat de Buenos Aires. La data de fundació de la ciutat és el 22 d'abril de 1892 como Santa Rosa del Toay. Amb els seus 102.399 habitants (any 2001), la ciutat és una de les vint ciutats més poblades de l'Argentina. D'acord amb les dades del cens de 2010, tenia 124.101 habitants.

## Persones il·lustres
- Luis Zubeldía (n. 1981), exfutbolista i entrenador de futbol.